# Rick Sanford
Richard "Rick" Sanford, född 1 september 1957 i Rock Hill i South Carolina, är en amerikansk utövare av amerikansk fotboll (cornerback), som 1979–1984 spelade för New England Patriots och 1985 för Seattle Seahawks i NFL. Sanford spelade collegefotboll för South Carolina Gamecocksoch han draftades 1979 av New England Patriots i första omgången.